# Eulimnichus coheni
Eulimnichus coheni är en skalbaggsart som beskrevs av Wooldridge 1979. Eulimnichus coheni ingår i släktet Eulimnichus och familjen lerstrandbaggar. Inga underarter finns listade i Catalogue of Life.